# Јурика (Монтана)
Јурика (енгл. Eureka) град је у америчкој савезној држави Монтана.

## Демографија
По попису из 2010. године број становника је 1.037, што је 20 (2,0%) становника више него 2000. године.
| Група             | 2000.       | 2010.       |
| Белци             | 977 (96,1%) | 961 (92,7%) |
| Афроамериканци    | 0 (0,0%)    | 0 (0,0%)    |
| Азијати           | 2 (0,2%)    | 4 (0,4%)    |
| Хиспаноамериканци | 15 (1,5%)   | 45 (4,3%)   |
| Укупно            | 1.017       | 1.037       |